# 新安朱氏
新安朱氏（シナンジュし、신안주씨）は、朝鮮の氏族の一つ。本貫は中国徽州府である。2015年調査では、148,207人である。
始祖は、朱熹の曽孫の朱潜である。中国の南宋の翰林学士・太学士・秘書閣直学士を歴任するが、元朝に滅ぼされる直前の1212年に身の危険を案じ、家族と同僚と共に高麗に亡命して、新安朱氏の始祖となる。

## 人口分布
2015年統計によると、多くの自治体の総人口に占める比例が1%未満であるが、慶尚北道蔚珍郡（916人、総人口の2.01%）では2%を超えている。